# Kašupski jezik
Kašupski jezik (ISO 639-3: csb; izvorno: kaszëbsczi jãzëk, Kaszëbë, pòmòrsczi jãzëk, kaszëbskò-słowińskô mòwa, poljski: Język kaszubski, njemački: Kaschubische Sprache, kaszubski; kashubian, cashubian, cassubian) je zapadnoslavenski jezik, kojim govori oko 3 000 ljudi od 100 000 ili više (1993 T. Salminen) etničkih Kašuba južno i zapadno od Gdanjska na lijevoj obali donje Visle.Dijalekti: kašupski vlastiti i slovinački (slovinski) kojim govore Slovinci.
Govornici nemaju status nacionalne, već jezičke grupe. Riječ kašub potječe od kassub, što je tradicionalni ogrtač članova ove zajednice. To je jedini živi pomeranijski jezik, dok su ostali: polapski, slovinski, ili staropomeranijski, jezici slavenskih plemena oko rijeke Odre, već nestali. Kašupski i slovinski dijalekti veoma su slični.
Kašupski je najbliskiji poljskom jeziku, s kojim dijeli veći dio leksika, gramatike i načina tvorbe riječi. Najvažnije razlike u odnosu na poljski su ostatci staropruskog jezika, pozajmljenice iz njemačkog (oko 5 %), i pravila naglašavanja. Karakteristika kašupskog je inverzija susjednih fonema u odnosu na slavenske jezike: recimo kašupski gard (grad, tvrđava) je u poljskom gród.

## Povijest kašupskog jezika
Od 15. stoljeća kašupski se zapisuje latiničnim pismom i po pravilima poljske ortografije. Standardizacija nikada nije provedena, tako da pisci pišu u vlastitim dijalektima. Najpoznatiji pisac na kašupskom bio je Florian Cenôwa (19. stoljeće).
S poljske točke gledišta, kašupski je oduvijek smatran dijalektom poljskog jezika. Argumenti za ovo su jezična bliskost i činjenica da su se govornici ovog jezika uvijek izjašnjavali kao Poljaci. Kašupski danas funkcionira kao dijalekt, odnosno za usmenu komunikaciju, a manje kao pisani jezik. Poljski je službeni jezik i u kašupskim područjima.
U novije vrijeme, poljska država pomaže opstanku kašupskog jezika kroz medije i obrazovanje (osnovne i srednje škole).

## Primjer jezika
Oče naš na kašupskom:
Òjcze nasz, jaczi jes w niebie, niech sã swiãcy Twòje miono, niech przińdze Twòje królestwò, niech mdze Twòja wòlô jakno w niebie tak téż na zemi. Chleba najégò pòwszednégò dôj nóm dzysô i òdpùscë nóm naje winë, jak i më òdpùszcziwómë naszim winowajcóm. A nie dopùscë na nas pòkùszeniô, ale nas zbawi òde złégò. Amen

## Vanjske poveznice
- Ethnologue (14th)
- Ethnologue (15th)
- kaszubia.com – Informacije o kašupskom
- Cassubia Slavica  Arhivirana inačica izvorne stranice od 5. listopada 2006. (Wayback Machine) (CasS) – Međunarodni godišnjak za kašupske studije
- Uni Mannheim: Le Miror du Monde  Arhivirana inačica izvorne stranice od 27. kolovoza 2012. (Wayback Machine) – Kašupski u Pomeraniji na povijesnim kartama POMERANIA MARCHA & PRVSSIA
- Rječnik kašupskog
- Naša Kašubija